# Via Giulia (Genova)
Via Giulia era un'antica via di Genova, il cui tracciato corrispondeva all'incirca alla parte dell'attuale via XX Settembre compresa tra piazza De Ferrari e il Ponte Monumentale.

## Storia

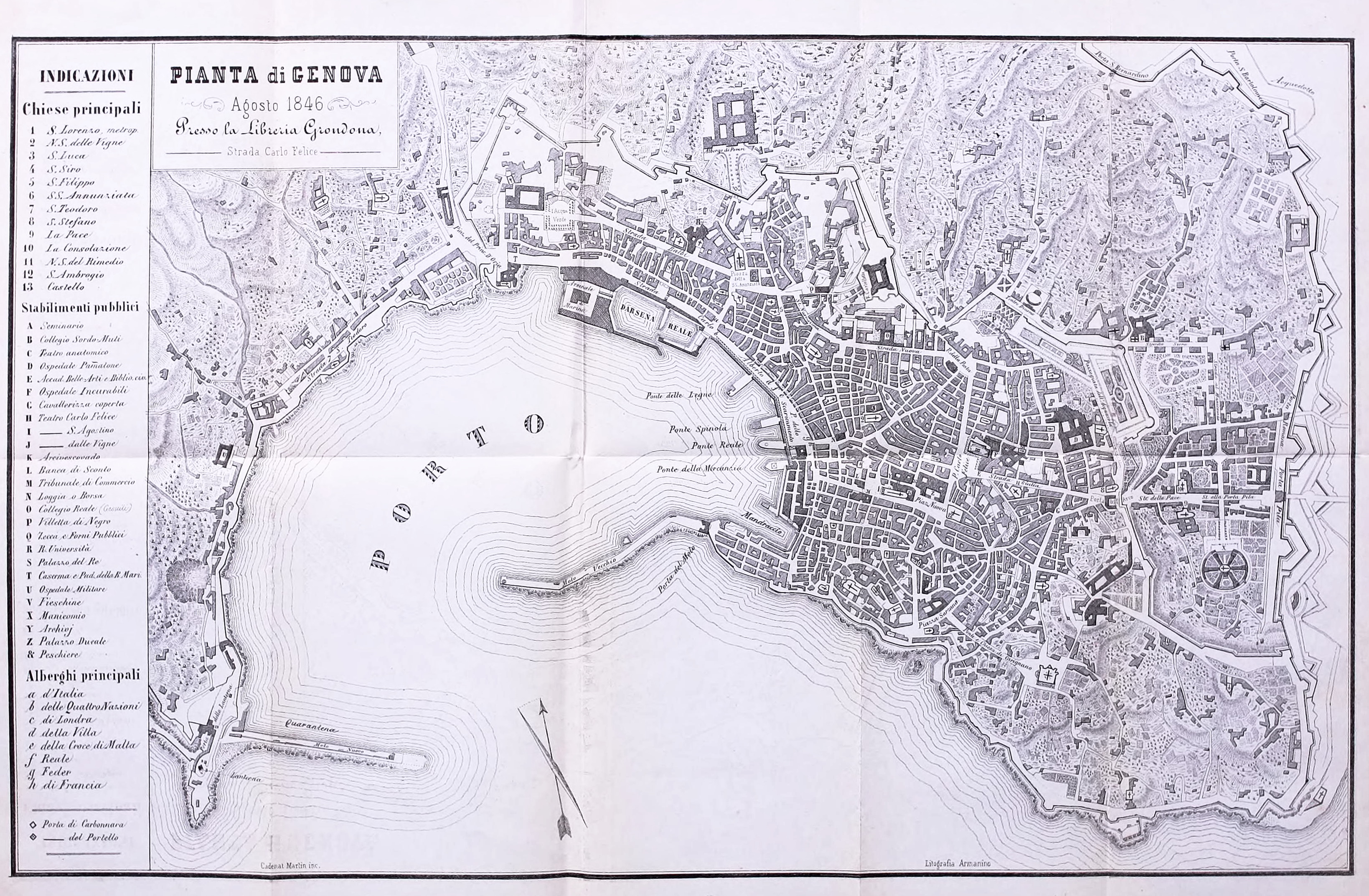
Mappa di Genova del 1846, inclusa nella guida Manuale del forestiere per la città di Genova pubblicata nello stesso anno dall'editore G. Grondona e dalla tipografia Ferrando: nella mappa è ancora presente la Strada Giulia.

### Le origini della strada
Via Giulia fu aperta nel XVII secolo nel sestiere di Portoria, originata dall'ampliamento e razionalizzazione di parte della precedente Strada Felice (parte di cui è l'attuale salita San Matteo) e del vico del Vento.
La nuova strada carrozzabile, larga sette metri, misura eccezionale per quei tempi, univa Piazza San Domenico (l'attuale Piazza De Ferrari) con la Porta degli Archi, varco nelle mura cinquecentesche sulla via che collegava Genova con i confinanti centri del levante e della bassa Valbisagno, permettendo quindi ai nobili genovesi di raggiungere agevolmente in carrozza le loro residenze estive, sorte numerose soprattutto nella zona di San Francesco d'Albaro.
Alla nuova strada fu dato il nome di Via Giulia in onore del suo progettista, Giulio della Torre, che la propose nel 1628. I lavori, approvati nel 1642 e finanziati con una parte dei proventi del gioco del lotto, iniziarono nel 1650 e comportarono l'esproprio e l'abbattimento di numerosi edifici. La strada da piazza San Domenico saliva fino al crinale tra i colli di Piccapietra e di S. Andrea (quest'ultimo, che occupava all'incirca l'area dell'attuale Palazzo della Nuova Borsa, sarebbe stato spianato all'inizio del Novecento), per poi ridiscendere fino alla Porta degli Archi, dove oggi sorge il Ponte Monumentale. La via proseguiva poi nel sestiere di San Vincenzo con il nome di “Via della Consolazione“  fino alla Porta Pila, aperta nelle seicentesche Mura Nuove.
Per consentire l'apertura della strada era stato demolito il portello di Sant'Egidio delle  mura del Barbarossa (costruite nel 1155), che si trovava dove oggi è piazza De Ferrari. Poiché sul camminamento di queste antiche mura passava l'acquedotto civico in luogo del portello era stato realizzato un ponte-canale che scavalcava la nuova strada. Questo ponte è visibile sullo sfondo di una stampa di Antonio Giolfi (fine Settecento), che raffigura via Giulia con la scomparsa chiesa della Madonna del Rimedio in primo piano.
Nella via trovarono collocazione gli studi di alcuni dei più celebri artisti genovesi dell'epoca, quali lo scultore Francesco Maria Schiaffino e l'intagliatore in legno Anton Maria Maragliano  e, nelle vicinanze, quello della famiglia di pittori Piola.

### Sviluppi urbanistici tra il XVII e il XIX secolo
La strada fu ulteriormente allargata e ne venne ridotta la pendenza in varie riprese tra il Settecento e l'Ottocento, e furono eseguiti interventi per ridurne la pendenza, che finirono per mettere a rischio la stabilità delle case affacciate sulla via. Un progetto di ulteriore ampliamento fu approvato dal governo sabaudo nel 1840, ma venne bloccato dalle proteste della popolazione le cui proprietà erano interessate ai lavori. Dopo il 1850, per l'aumento del traffico veicolare ed in concomitanza con l'espansione urbanistica della città verso levante (nel 1874 vennero annessi al comune di Genova i limitrofi comuni della bassa Val Bisagno) si rese necessaria una vera rivoluzione viaria della zona.

### La realizzazione di via XX Settembre
Dopo un lungo dibattito, nel 1892 fu approvata la costruzione dell'attuale via XX Settembre, rettificando ed ampliando il percorso di via Giulia e via della Consolazione.
L'intitolazione della nuova arteria alla storica data della presa di Roma non corrisponde tuttavia ad una semplice variazione toponomastica, in omaggio alla nuova sensibilità risorgimentale, ma ad una complessa operazione urbanistica, che ha modificato profondamente l'aspetto del quartiere di Portoria, facendo di quello che era un rione periferico il cuore della città moderna, pur con gli altissimi costi sociali derivanti dallo sradicamento di gran parte della popolazione.
Con la realizzazione di questa nuova arteria quasi tutti gli edifici preesistenti furono abbattuti e sostituiti da nuovi palazzi, costruiti per la prima volta a Genova in cemento armato. Il percorso della nuova strada ricalcava quello della via Giulia, ma rispetto a questa era molto più ampia, con un andamento planimetrico ed altimetrico regolare e contornata da grandiosi edifici in stile Liberty, dotati di alti portici nella parte più a monte (quella corrispondente alla vecchia via Giulia).
Tra gli edifici demoliti anche la settecentesca chiesa di Nostra Signora del Rimedio, ricostruita nelle stesse identiche forme in piazza Alimonda, nel quartiere della Foce. Venne anche spianato il colle di S. Andrea (o di Morcento), alla cui sommità sorgeva l'omonimo ex convento, trasformato in carcere nel 1810. Di conseguenza furono demolite anche parte delle mura del Barbarossa, che attraversavano il colle. La cinquecentesca Porta degli Archi fu sostituita dal Ponte Monumentale e trasferita in via del Cavalletto (ora via Banderali), sul colle di Carignano.
La nuova strada, che grazie agli sbancamenti effettuati scende rettilinea e con pendenza regolare da piazza De Ferrari fino all'incrocio tra via Fiume e via Brigata Liguria, fu inaugurata il 15 marzo 1900, mentre la realizzazione dei palazzi affacciati sulla via sarebbe stata completata solo nel 1913.